# Nazionalismo nero

Bandiera dell'UNIA

Il nazionalismo nero è un movimento politico e sociale che rivendica l'identità nera e aspira a fondare una nazione composta da soli afroamericani.

## Storia
Il nazionalismo nero nacque in America in risposta al multiculturalismo durante la seconda metà del XIX secolo grazie a teorici come Martin Delany. Nel 1914, il panafricanista giamaicano Marcus Garvey fondò l'UNIA, un'organizzazione nazionalista nera. Più tardi, fra gli anni 1960 e l'inizio del decennio seguente, molti afroamericani furono fortemente ispirati dalla corrente nazionalista afroamericana fra cui Malcolm X, le Pantere Nere e la Black Liberation Army.